# Хай-дайвинг на чемпионате мира по водным видам спорта 2019
Соревнования по хай-дайвингу на чемпионате мира по водным видам спорта 2019 прошли с 26 по 28 июля 2018 года в Кванджу, Южная Корея.

## Правила дайвинга
Соревнования мужчин были разделены на две сессии, с сессией 1 в первый день, и сессии 2 на третий день. Женское мероприятие также разделено на две сессии: сессия 1 в первый день и сессия 2 во второй день.
Соревнования мужчин включает в себя четыре погружения. Одно погружение должно иметь максимальный DD на 2,8 и одно промежуточное погружение должно быть максимальным коэффициентом 3.6. Эти два погружения должны выполняться из разных положений взлета. Два оставшихся погружения не имеют предела DD, но должны быть из двух разных групп.
Женских соревнований состоит из четырех прыжков каждого спортсмена. Два погружения должны иметь предел DD 2.6 и быть из двух разных положений взлета, а два оставшихся погружения не имеют предела DD, но должны исходить из двух разных групп.
Если конкурс разделен на сессии, прыгуны должны выступать в обратном порядке их ранжирования, определяется по общей сумме баллов на конец предыдущей сессии. В любом случае, дайвер, набравший наибольшее количество очков, объявляется победителем этого соревнования.

## Расписание
Соревнования пройдут в двух дисциплинах: мужских и женских прыжках. Мужчины и женщины совершат по четыре попытки. В соревнованиях среди мужчин в финальный (четвёртый) раунд пройдут 12 прыгунов в воду.
Дано местное (корейское) время.
| Дата         | Время | Стадии             |
| ------------ | ----- | ------------------ |
| 22 июля 2019 | 11:30 | Женщины 1-2 раунды |
| 22 июля 2019 | 14:00 | Мужчины 1-2 раунды |
| 23 июля 2019 | 12:00 | Женщины 3-4 раунды |
| 24 июля 2019 | 12:00 | Мужчины 3-4 раунды |

## Медалисты
| Спортсмены        | Золото                   | Золото | Серебро                 | Серебро | Бронза                          | Бронза |
| ----------------- | ------------------------ | ------ | ----------------------- | ------- | ------------------------------- | ------ |
| Мужчины подробнее | Гари Хант Великобритания | 442,20 | Стивен Лебу США         | 433,65  | Джонатан Паредес Мексика        | 430,15 |
| Женщины подробнее | Рианна Иффланд Австралия | 298,05 | Адриана Хименес Мексика | 297,90  | Джессика Маккоул Великобритания | 295,40 |

## Медальный зачёт
| Место | Страна         | Золото | Серебро | Бронза | Всего |
| ----- | -------------- | ------ | ------- | ------ | ----- |
| 1     | Великобритания | 1      | 0       | 1      | 2     |
| 2     | Австралия      | 1      | 0       | 0      | 1     |
| 3     | Мексика        | 0      | 1       | 1      | 2     |
| 4     | США            | 0      | 1       | 0      | 1     |
| всего | всего          | 2      | 2       | 2      | 6     |